# 现象主义
现象主义（Phenomenalism ），认为物理对象无法被证明是自在存在的，而只能作为出现在时空中的感知现象或感觉刺激（如红色性、硬度、柔软度、甜味度等）而存在。特别是某些形式的现象主义，它们尽可能不讨论外部世界中的物理对象，转而讨论“感觉数据束”。  

## 历史源流
现象主义是极端形式的经验主义。它作为一种关于存在本质的本体论观点可以追溯到乔治·贝克莱及其主观唯心主义，大卫·休谟则对此进一步发展。约翰·斯图亚特·密尔曾提出一种典型的现象主义的知觉理论。贝克莱的观念论与密尔的不同之处在于对这一问题的解释：当人们没有感知到物体时，物体是如何继续存在的（亦称为“局部实在论”）。贝克莱认为，全知的上帝察觉到了所有的客体，这正是客体继续存在的原因；密尔则认为永久的经验可能性足以使客体存在。这些永久的可能性可以分析成反事实条件，例如：“如果我有y类型的感觉，那么我也会有x类型的感觉”。
现象主义作为一种有关外部世界客体之知识的可能性的认识论，在伊曼努尔·康德的先验美学中可以找到最容易理解的表述。根据康德的说法，空间和时间是一切感官经验的先验形式和先决条件，它“只是就其被看成是现象而言才相关于对象，而非事物在时空中呈现出自身”。尽管康德坚持认为知识限于现象之内，但是他从来没有否认或排除那些以经验的方式无法获知的客体，即自在之物（物自体）——当然，康德也没有证明它们的存在。
康德的观点被称作“认识论的现象主义”，这与贝克莱早期的本体论思想完全不同。贝克莱认为并不存在所谓的“物自体”，除非它们在主观上被看成是感觉束，这些感觉束由于被上帝的思想不断被感知而确保了其连贯性和永恒性。因此，贝克莱认为客体只是感觉束（参见感觉束理论），而康德主张：客体不会因为不再被部分人类主体或心灵所感知而停止存在。
19世纪后期，恩斯特·马赫提出了一种更极端的现象主义观点，后来由罗素、艾耶尔和逻辑实证主义者加以完善。马赫拒绝承认上帝的存在，并且否认现象是主体的思想或意识所经验到的数据。相反，马赫认为感官现象是“纯粹数据”，其存在被看作是先于任何对现象的精神范畴和物理范畴的区分。因此马赫规定出了现象主义的关键命题，将其与感觉束理论区别开来：客体是外在于感觉数据或理念的“逻辑结构”；而根据感觉束理论，物体是由“实际的”理念或知觉的集合或束组成的。
根据感觉束理论可以断定：说一个在我之前存在的梨，等同于是说这些特定属性（绿色、硬度等）在当下被察觉到。当这些特征不再被任何人察觉或经验到时，客体（例如这个梨）就不再存在。相反，马赫式的现象主义认为客体是外在于知觉属性的“逻辑结构”。根据这个观点，说如果在一个房间里有一个桌子，而这个房间里没有人觉察它，就等同于说“如果”那个房间里有人，“那么”这个人就会觉察到桌子。重要的不是“实际的”感知，而是感知的有条件的“可能性”。
逻辑实证主义——一个由莫里茨·石里克在维也纳发起的学圈——从20世纪30年代到20世纪50年代期间启发了英语世界的许多哲学家。马赫对他们的经验主义产生了重要影响，他曾在维也纳大学担任归纳科学主席，之后石里克和剑桥大学的罗素也曾担任这一职务。逻辑实证主义者（如A.J.艾耶尔、鲁道夫·卡尔纳普）主张用语言学的术语来表述现象主义理论，以此把对这类实体的指涉定义为外部世界中不存在的物理对象。含有诸如“餐桌”这类词语的句子将被转译为涉及感觉经验的句子，它要么指涉“实际的”感觉经验，要么指涉“可能的”感官体验。
20世纪美国哲学家亚瑟·丹托（Arthur Danto）声称：“一个现象主义者相信，任何最终有意义的事物都可以用我们自身的感觉经验来表达”。他说，“现象主义者都致力于一种最彻底的经验主义：对他而言，对客体的指涉最终都是对感觉经验的指涉”。
现象主义者认为，任何客体都必须相关于经验。“密尔曾经把物理客体看作不外是‘经验的永久可能性’，而这正是现象主义者一般都会认同的：在讨论物理客体（以及非物理客体——如果确实有的话）时，我们所说的一切都是我们要对之加以处理的经验到的东西……”然而，现象主义基于心理运作，这些运作本身并不是从感觉经验中得知的。这种非经验性的、非感觉性的运作是“有关空间、时间和连续性的非经验性的问题，任何经验主义——无论其形式或结构怎样——似乎都要面对这一问题……”
（感觉主义和现象主义密切相关，可对照阅读）

## 相关批评
1. 罗德里克·奇泽姆在1948年对逻辑实证主义形态的现象主义提出了批评。刘易斯之前曾提出，“在我面前有一个门把手”这一物理上的断言必然蕴含如下感觉条件：“如果我似乎应该看到一个门把手，而且如果我觉得自己应该开始一个抓握的动作，那么就很可能就随之出现接触门把手的感觉”。 齐硕姆反对说，“有一个门把手”这句话并不蕴含反事实的陈述，因为如果要这样做，那么就必须在不考虑任何其他陈述的真或假的情况下去做它；但假设下面的说法是正确的：“我从脖子往下都瘫痪了，而且经历了幻觉，好像我看到自己走向了门”。齐硕姆反对说，如果这种情况是真的，那么在我面前就会有一个门把手，我觉得自己可以看到一个门把手，同时我觉得自己似乎正在进行正确的抓取动作，但却绝不会有接触门把手的感觉。同样，他反对说，“我面前仅有的一本书是红色的”这句话并不蕴含这一感觉陈述：“当我觉得自己看到这本书时，红色大概就会显现给我”，因为红色不太可能出现在蓝色的灯泡下。有些人试图通过扩展分析中的条件来避免这个问题：不说“在我面前有一个门把手”，而是说“有一个门把手，而且我没有瘫痪等等”。齐硕姆反驳道，如果使分析变得复杂化，那就也必须使分析者复杂化；在这种情况下，人们必须用纯粹的感觉术语来分析什么是没有瘫痪等等，关于此类问题最终会导致无穷倒退。
2. 另外一种常见的批判是：从语言中去除物质客体并代之以相关于观察者和经验的假设命题这一过程，似乎又向我们承诺了另一类新的本体论客体：可以独立于经验而存在的可感物或感觉数据。有些心灵哲学家——如唐纳德·戴维森（Donald Davidson）——已经将感觉数据贬斥为神秘的实体，它们比它们打算要取代的实体更难以处理。
3. 对现象主义的第三个反对意见是：现象主义在尝试将关于物质客体的命题转化为关于可感物的假设命题的过程中，设定了一个不可还原的物质性的观察者为先决条件。为了克服这一点，一些现象主义者提出：第一观察者可以通过第二观察者建构的第二假设来减少，第二观察者实际或潜在地观察到第一观察者的身体。第三观察者会观察到第二观察者，诸如此类。以这种方式，我们最终将会得到一个原初观察者不断减少物质性内容的“中文箱系列命题”。但如果最后的结果并没有“完全消除”第一个观察者的物质实存性，那么现象主义者提出的先验还原即便在原则上也不可能实现。 
4. 现象主义者不能对永恒的经验可能性作出令人满意的解释。可以提出这样一个问题：“那些使对象之‘真’的得以存在的反事实条件是什么？”现象主义者给出的一个回答是，这些条件由于过去的经验规律而得以是真实的。但批评者认为这个回答导致了循环论证：首先，我们的“实际”经验是用经验的“可能性”来解释的，而现在经验的“可能性”则是用我们过去的“实际”经验来解释的。对现象主义答案的进一步反驳是：一般而言，过去的偶然事件并不足以使条件之真得以成立。这是因为即使从未获得过实际的条件，条件也可能是真实的；而过去的偶然事件也只不过“证实”了条件是真实的，但绝不会使得条件为真实的。
5. 罗德里克·福斯（Roderick Firth）在1950年提出了一个基于知觉相对性的反对意见：白色的壁纸在白光下看起来是白色的，在红灯下看起来则是红色的，诸如此类。任何一个来自可能行为过程的可能经验过程都会程都会不充分的说明我们的周围环境：例如，红灯下有白色壁纸，白光下有红色壁纸等等。如果我们完全受限于对可感物的依赖，我们又基于什么来决定哪个假设是正确的？

## 相关书目
- Fenomenismo in L'Enciclopedia Garzanti di Filosofia (eds.) Gianni Vattimo and Gaetano Chiurazzi. Third Edition. Garzanti. Milan, 2004. ISBN 88-11-50515-1
- Berlin, Isaiah. The Refutation of Phenomenalism. The Isaiah Berlin Virtual Library. 2004.
- Bolender, John. Factual Phenomenalism: a Supervenience Theory, in SORITES Issue #09. April 1998. pp. 16–31.